# Herb Lipnicy Małej

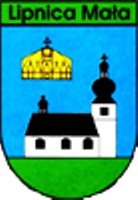
Herb Lipnicy Małej

Herb Lipnicy Małej – graficzny oznacznik Lipnicy Małej, niezwykle ważny element tradycji łączący ogół mieszkańców, zespalający do wspólnych działań, które prowadzą do więzi obywatelskiej.

## Symbolika
Symbolika nawiązuje do dziejów Lipnicy Małej. U podstawy herbu dominuje zieleń – symbolizująca nadzieję, wolność i piękno. Związana jest z szmaragdem. Błękitne tło – oznacza rzetelność, wierność i lojalność. Biel kościoła oznacza: pokój, sprawiedliwość i mądrość. Złota korona – godność, szacunek oraz wielkoduszność. Czerń – rozwagę, męstwo, pokorę.

## Historia
Herb odwzorowany jest od drugiego typu pieczęci która powstała w 1830 roku. Przedstawia on pierwszy kościół wybudowany w 1800 roku, a nad nim koronę Świętego Stefana – patrona parafii Lipnicy Małej. Autor Herbu Piotr Biłak zastosował się do zasad wykorzystywania źródeł ikonograficznych – odwzorowywaniu się na ostatniej pieczęci.
Wybranie wizerunku kościoła i korony Św. Stefana jest związane z tradycją i historią małolipniczan, którzy cenią sobie:
- kościół parafialny – stawiany z wielkim trudem, poświęceniem,
- Świętego Stefana – patrona swojej parafii, którego głównymi atrybutami są: korona oraz wizerunek kościoła.